# Métal alcalino-terreux
Les métaux alcalino-terreux (ou alcalinoterreux) sont une série de six éléments chimiques du 2e groupe du tableau périodique : béryllium 4Be, magnésium 12Mg, calcium 20Ca, strontium 38Sr, baryum 56Ba et radium 88Ra. Leurs corps simples respectifs sont blanc argenté, brillants, et chimiquement assez réactifs à température et pression ambiantes. Leur configuration électronique contient une sous-couche saturée avec deux électrons, qu'ils perdent facilement pour former un cation divalent (état d'oxydation +2).
Le qualificatif « terreux » provient du substantif « terres » utilisé au début de la chimie pour désigner les oxydes infusibles au feu à basse température et dont la composition n’était pas connue avant l’avènement de l’électrochimie : chaux, baryte, magnésie, strontiane.

## Propriétés
Les métaux alcalino-terreux sont caractérisés par un éclat argenté, une masse volumique peu élevée, une température de fusion à peine supérieure à celles des métaux pauvres (et une température d'ébullition inférieure à certains d'entre eux), une grande malléabilité, ainsi qu'une certaine réactivité avec les halogènes, conduisant à des sels ioniques — à l'exception du chlorure de béryllium BeCl2, qui est covalent —, ainsi qu'avec l'eau (hormis le béryllium), moins facilement cependant qu'avec les métaux alcalins, pour former des hydroxydes fortement basiques. La réactivité de ces éléments croît avec leur numéro atomique.

Apparence des six métaux alcalino-terreux
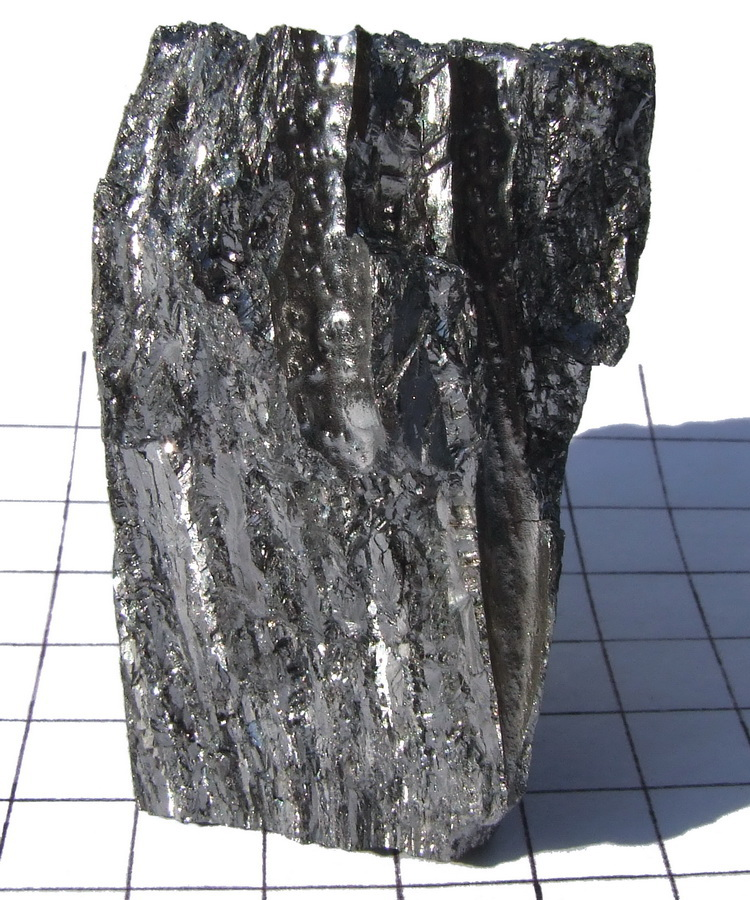
Béryllium.
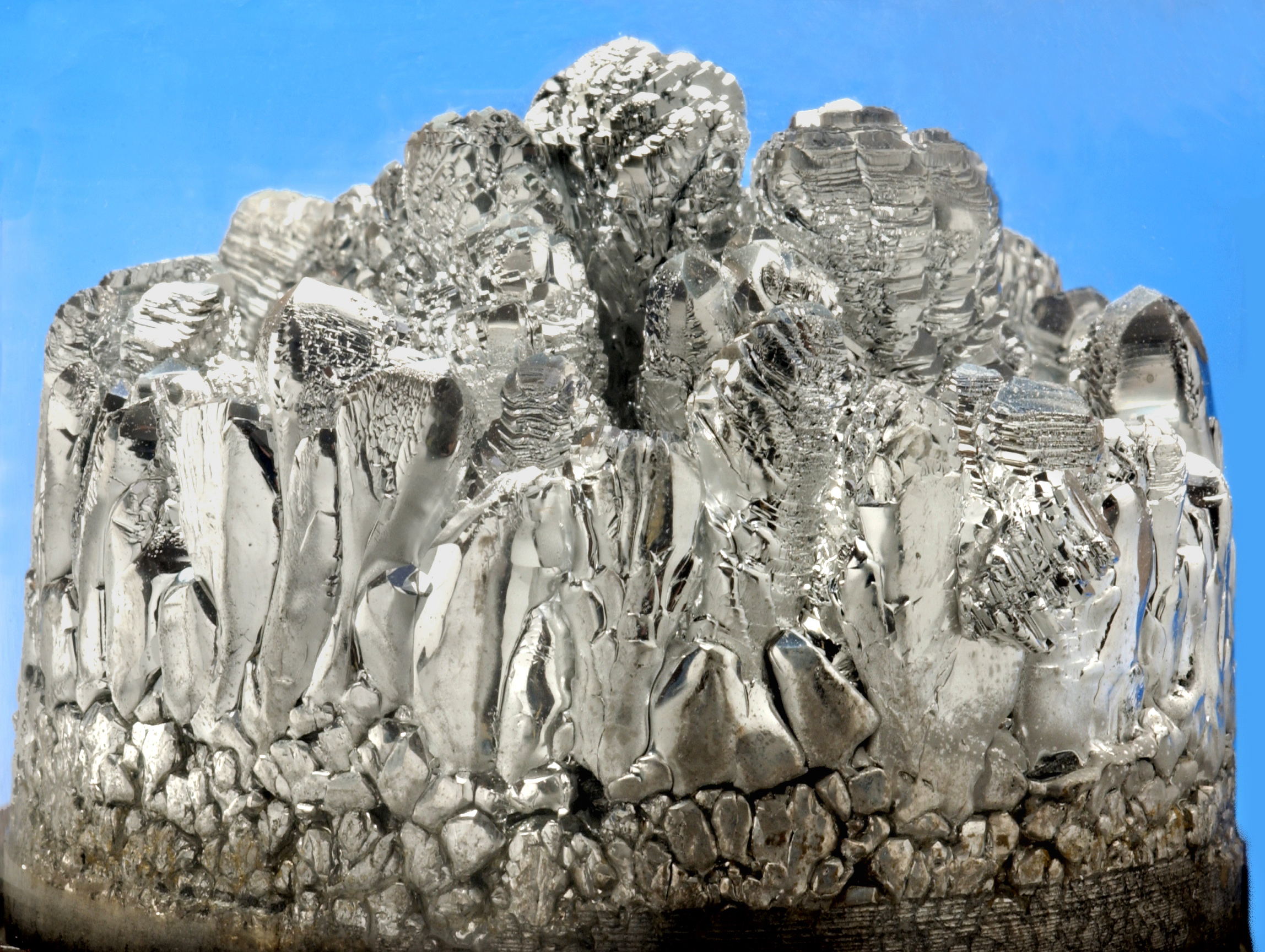
Magnésium.
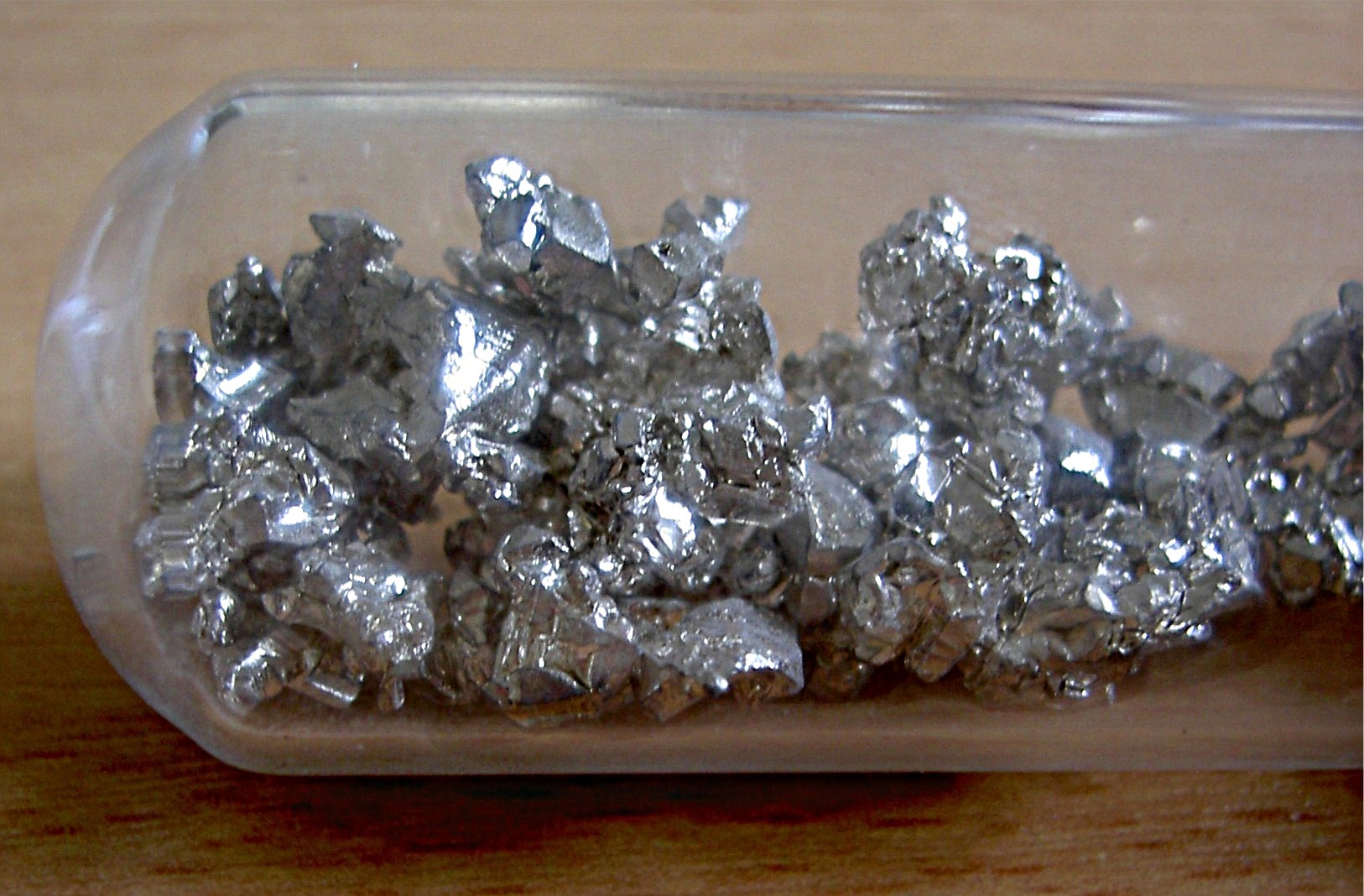
Calcium.
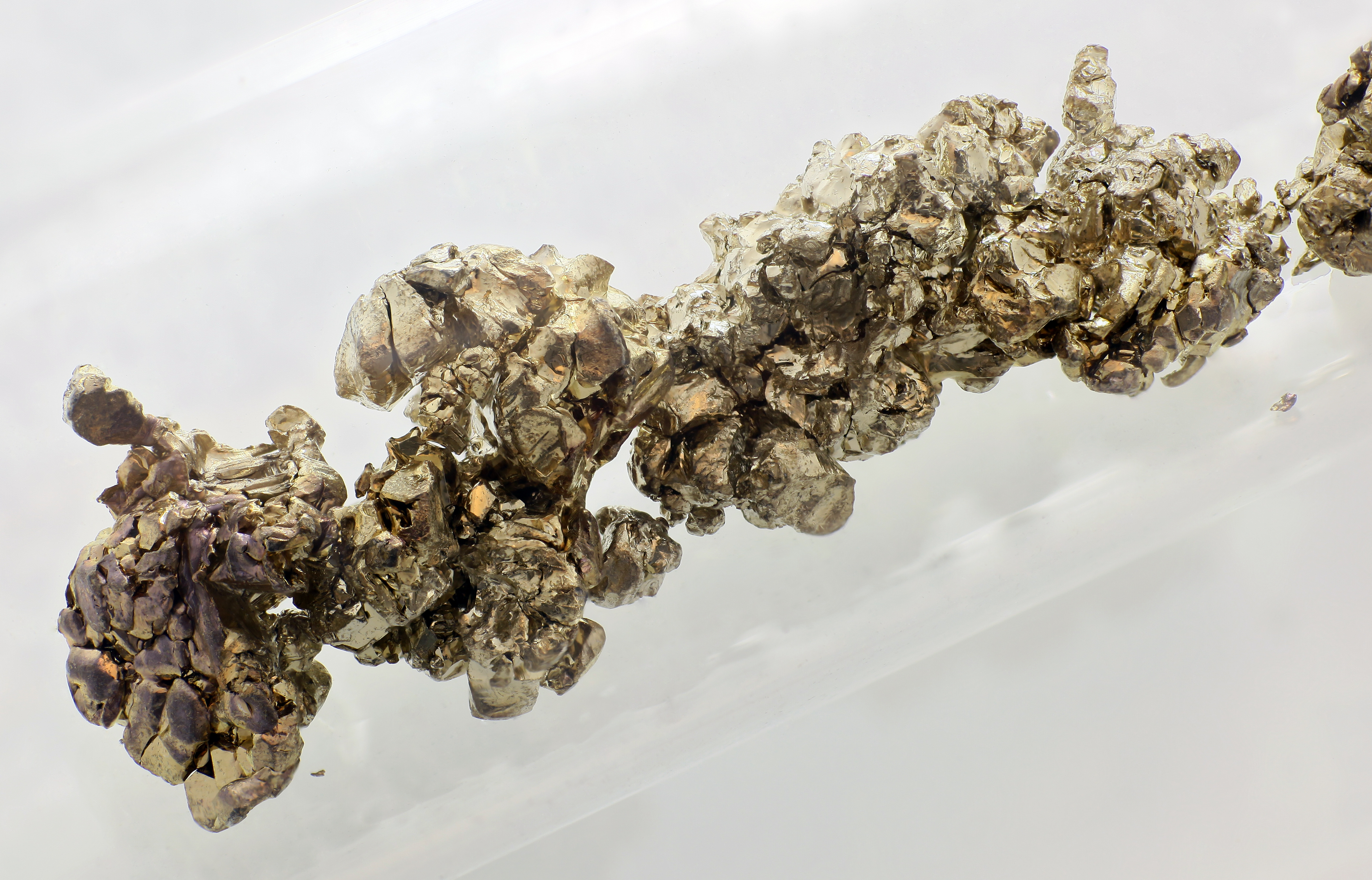
Strontium.
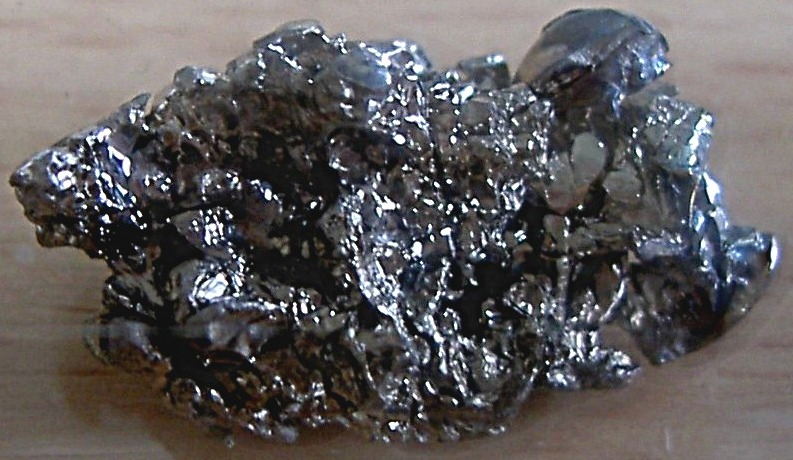
Baryum.
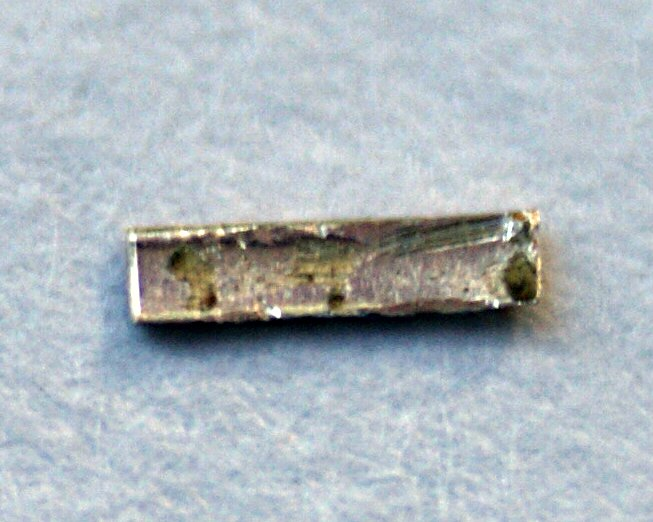
Radium.

Le béryllium et le magnésium sont plutôt gris car ils se recouvrent d'une pellicule d'oxyde BeO et MgO protectrice passivante, tandis que le calcium, le strontium, le baryum et le radium sont plus brillants et plus mous. La surface de ces métaux se ternit rapidement à l'air libre.
Par exemple, alors que le sodium et le potassium réagissent avec l'eau à température ambiante, le calcium ne réagit qu'avec l'eau chaude, et le magnésium seulement avec la vapeur d'eau :
Mg + 2 H2O → Mg(OH)2 + H2.
Le béryllium fait exception à ces comportements : il ne réagit pas avec l'eau liquide ni avec la vapeur d'eau, et ses halogénures sont covalents. Ainsi, le fluorure de béryllium BeF2, a priori le plus ionique des halogénures de béryllium, est essentiellement covalent, avec une température de fusion d'à peine 553,85 °C et une faible conductivité électrique à l'état liquide.
Les ions M2+ issus des alcalino-terreux Ca, Sr et Ba peuvent être caractérisés de manière qualitative par un test de flamme : lorsqu'on traite un sel d'un alcalino-terreux avec de l'acide chlorhydrique concentré (ce qui donne un chlorure métallique volatil), et qu'on le chauffe fortement dans la flamme non éclairante d'un bec Bunsen, on observe une couleur de flamme caractéristique. Cette flamme est rouge orangée pour Ca (mais vert pâle à travers du verre bleu), pourpre pour Sr (mais violette à travers du verre bleu), et vert pomme pour Ba.
| Élément   | Masse atomique | Température de fusion | Température d'ébullition | Masse volumique | Rayon atomique | Configuration électronique[2] | Énergie d'ionisation | Électronégativité (Pauling) |
| --------- | -------------- | --------------------- | ------------------------ | --------------- | -------------- | ----------------------------- | -------------------- | --------------------------- |
| Béryllium | 9,012 183 1 u  | 1 287 °C              | 2 469 °C                 | 1,85 g·cm-3     | 112 pm         | [He] 2s2                      | 899,5 kJ·mol-1       | 1,57                        |
| Magnésium | 24,305 5 u     | 650 °C                | 1 091 °C                 | 1,738 g·cm-3    | 160 pm         | [Ne] 3s2                      | 737,7 kJ·mol-1       | 1,31                        |
| Calcium   | 40,078(4) u    | 842 °C                | 1 484 °C                 | 1,55 g·cm-3     | 197 pm         | [Ar] 4s2                      | 589,8 kJ·mol-1       | 1,00                        |
| Strontium | 87,62(1) u     | 777 °C                | 1 377 °C                 | 2,64 g·cm-3     | 215 pm         | [Kr] 5s2                      | 549,5 kJ·mol-1       | 0,95                        |
| Baryum    | 137,327(7) u   | 727 °C                | 1 845 °C                 | 3,51 g·cm-3     | 222 pm         | [Xe] 6s2                      | 502,9 kJ·mol-1       | 0,89                        |
| Radium    | [226]          | 700 °C                | 1 737 °C                 | 5,5 g·cm-3      | —              | [Rn] 7s2                      | 509,3 kJ·mol-1       | 0,9                         |
Les éléments de cette série possèdent deux électrons dans leur couche de valence, et leur configuration électronique la plus stable s'obtient par la perte de ces deux électrons pour former un cation doublement chargé.

## Applications

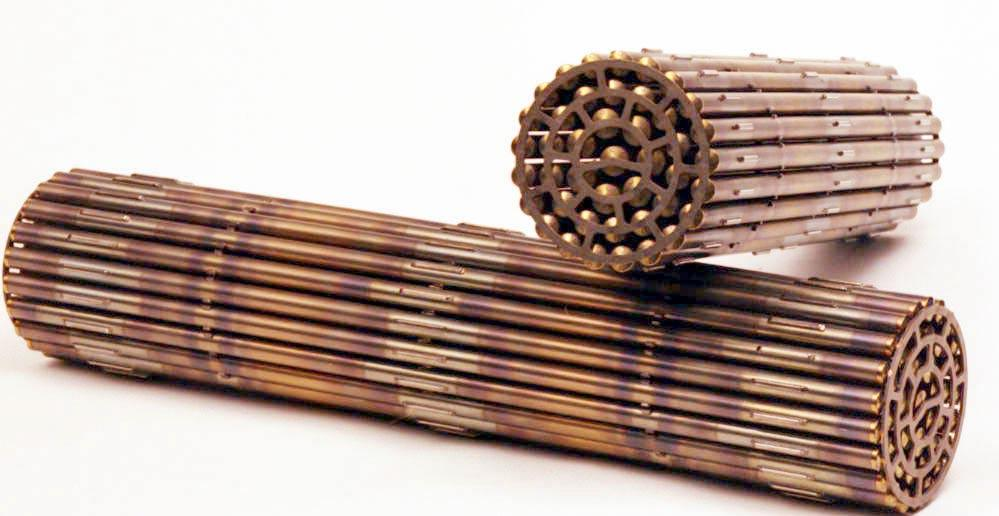
Barres de combustible nucléaire pour le réacteur CANDU, produites par brasage à induction faisant intervenir du béryllium.

Le béryllium est utilisé essentiellement dans des applications militaires. Il est également utilisé comme dopant de type p pour certains semiconducteurs, tandis que l'oxyde de béryllium BeO est utilisé comme isolant électrique et conducteur thermique résistant. En raison de sa légèreté et de ses propriétés générales, le béryllium est utilisé dans les applications pour lesquelles rigidité, légèreté et stabilité tridimensionnelle sont requises dans un intervalle de températures étendues.
Le magnésium a été largement utilisé dans l'industrie avec un rôle structurel dans la mesure où ses propriétés dans ce domaine sont meilleures que celles de l'aluminium ; son utilisation a cependant été réduite en raison des risques d'inflammation qu'il présente. Il est souvent allié à l'aluminium ou au zinc pour former des matériaux aux propriétés intéressantes. Le magnésium intervient également dans la production d'autres métaux, comme le fer, l'acier et le titane.
Le calcium intervient comme réducteur dans la séparation d'autres métaux de leurs minerais, comme l'uranium. Il est également allié à d'autres métaux, comme l'aluminium et le cuivre, et peut être utilisé pour la désoxydation de certains alliages. Il est utilisé par ailleurs dans la production de mortier et de ciment.
Le strontium et le baryum ont moins d'applications que les métaux alcalino-terreux plus légers. Le carbonate de strontium SrCO3 est utilisé pour produire des feux d'artifice rouges, tandis que le strontium pur est utilisé pour l'étude de la libération des neurotransmetteurs par les neurones,. Le baryum est utilisé pour faire le vide dans les tubes électroniques, tandis que le sulfate de baryum BaSO4 est utilisé dans l'industrie pétrolière, ainsi que dans d'autres types d'applications.
Le radium a été utilisé jadis dans de nombreuses applications, mais a été remplacé depuis par d'autres matériaux en raison de sa radioactivité, qui le rend dangereux. Il a ainsi été utilisé pour produire des peintures luminescentes, et fut même ajouté dans les années 1930 à l'eau de table, à des dentifrices et à des cosmétiques en vertu des propriétés rajeunissantes et bienfaisante alors prêtées à la radioactivité. De nos jours, il n'a plus aucun usage, pas même en radiologie, où des sources radioactives plus puissantes et plus sûres sont utilisées à sa place.

## Rôle biologique

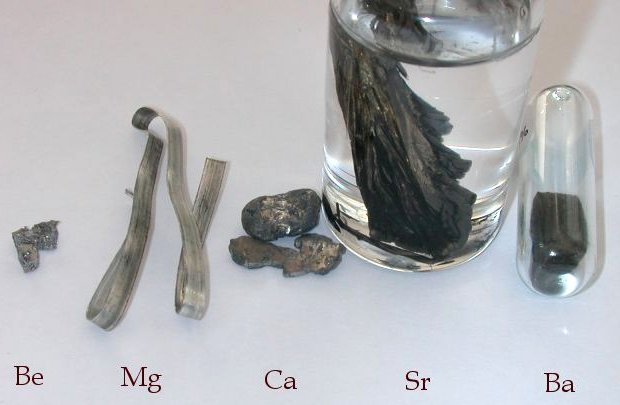
Apparence des métaux alcalino-terreux.

Les métaux alcalino-terreux ont un rôle biochimique très variable, certains étant indispensables, d'autres hautement toxiques, ou encore indifférents :
- Le béryllium étant faiblement soluble dans l'eau, il n'est que très rarement présent dans les cellules vivantes. On ne lui connaît aucun rôle biologique, et il est généralement très toxique pour les êtres vivants.

- Le magnésium et le calcium sont très largement présents dans tous les organismes vivants connus, et y jouent un rôle vital. Par exemple, le magnésium intervient comme cofacteur de bon nombre d'enzymes et les sels de calcium jouent un rôle structurel dans les os des vertébrés et dans les coquilles des mollusques. Les gradients de concentration des ions Mg2+ et Ca2+ à travers les membranes cellulaires ou intracellulaires (enveloppant les organites) sont régulés par des pompes ioniques qui interagissent avec plusieurs processus biochimiques fondamentaux.

- Le strontium et le baryum sont assez rares dans la biosphère et ont par conséquent un rôle biologique marginal. Le strontium joue néanmoins un rôle important chez les animaux marins, notamment le corail, où il intervient dans la synthèse de l'exosquelette. Ces éléments sont parfois utilisés en médecine, le strontium étant employé dans certains dentifrices tandis que le baryum, administré aux patients dans des préparations barytées, est employé comme substance de marquage dans l'imagerie médicale aux rayons X pour amplifier les contrastes et faciliter le diagnostic.

L'isotope 90Sr est un produit de fission de l'uranium. Lors d'un accident nucléaire (fuite de déchets, explosion nucléaire, etc.), il risque de contaminer la nature pour finir par s'incorporer dans les os avec le phosphate de calcium.
- Le radium est à la fois rare dans le milieu naturel et très radioactif, de sorte qu'il est absent des organismes vivants et leur est radiotoxique.

## Étymologie
Les noms de ces éléments proviennent de leurs oxydes, les terres alcalines. Les anciens termes qui désignaient ces oxydes étaient béryllia (oxyde de béryllium), magnésia, chaux vive, strontia et baryta.
L'appellation alcalino-terreux est due au fait que les oxydes de ces métaux sont intermédiaires entre ceux des métaux alcalins et ceux des terres rares. L'utilisation du terme « terreux » pour classifier des substances à l'apparence inerte remonte à des temps anciens. Le plus ancien système connu est celui de la Grèce antique, et consistait en un système de quatre éléments classiques, incluant la terre. Des philosophes et alchimistes firent évoluer ce système par la suite, notamment Aristote, Paracelse, John Becher et George Stahl.
En 1789, Antoine Lavoisier dans son Traité élémentaire de chimie, nota que ces terres étaient en fait des composés chimiques.[réf. nécessaire] Il les appela alors substances simples salifiables terreuses. Par la suite il suggéra que les terres alcalines seraient peut-être des oxydes de métaux, mais il admit que ceci n'était qu'une simple conjecture. En 1808, Humphry Davy continua le travail de Lavoisier et fut le premier à obtenir des échantillons de métal par électrolyse de leurs terres en fusion.